# Coppenbrügge
Coppenbrügge es un municipio situado en el distrito de Hameln-Pyrmont, en el estado federado de Baja Sajonia (Alemania), a una altitud de 130 metros. Su población a finales de 2016 era de unos 7100 habitantes y su densidad poblacional, 80 hab/km².
Se encuentra ubicado a poca distancia al este de la frontera con el estado de Renania del Norte-Westfalia.
Aldeas pedáneas:
- Bäntorf
- Behrensen
- Bessingen
- Bisperode
- Brünnighausen
- Coppenbrügge
- Diedersen
- Dörpe
- Harderode
- Herkensen
- Hohnsen
- Marienau